# Стильонґі
Стильонґі (пол. Stylągi) — село в Польщі, у гміні Червін Остроленцького повіту Мазовецького воєводства.
Населення — 115 осіб (2011).
У 1975-1998 роках село належало до Остроленцького воєводства.

## Демографія
Демографічна структура станом на 31 березня 2011 року:
|          | Загалом | Допрацездатний вік | Працездатний вік | Постпрацездатний вік |
| -------- | ------- | ------------------ | ---------------- | -------------------- |
| Чоловіки | 60      | 6                  | 44               | 10                   |
| Жінки    | 55      | 9                  | 34               | 12                   |
| Разом    | 115     | 15                 | 78               | 22                   |